# André Rømer
André Ibsen Rømer (18 luglio 1993) è un calciatore danese, centrocampista del Randers.

## Carriera
Ha giocato nella prima divisione danese ed in quella svedese.

## Statistiche

### Presenze e reti nei club
Statistiche aggiornate al 14 gennaio 2018.
| Stagione           | Squadra            | Campionato         | Campionato | Campionato | Coppe nazionali | Coppe nazionali | Coppe nazionali | Coppe europee | Coppe europee | Coppe europee | Altre coppe | Altre coppe | Altre coppe | Totale | Totale |
| Stagione           | Squadra            | Comp               | Pres       | Reti       | Comp            | Pres            | Reti            | Comp          | Pres          | Reti          | Comp        | Pres        | Reti        | Pres   | Reti   |
| ------------------ | ------------------ | ------------------ | ---------- | ---------- | --------------- | --------------- | --------------- | ------------- | ------------- | ------------- | ----------- | ----------- | ----------- | ------ | ------ |
| 2012-2013          | Midtjylland        | SL                 | 7          | 0          | CD              | 1               | 0               | -             | -             | -             | -           | -           | -           | 8      | 0      |
| 2013-2014          | Midtjylland        | SL                 | 22         | 1          | CD              | 2               | 0               | -             | -             | -             | -           | -           | -           | 24     | 1      |
| 2014-2015          | Midtjylland        | SL                 | 25         | 1          | CD              | 2               | 0               | UEL           | 1             | 0             | -           | -           | -           | 28     | 1      |
| 2015-2016          | Midtjylland        | SL                 | 28         | 1          | CD              | 1               | 0               | UCL+UEL       | 3+9           | 0             | -           | -           | -           | 41     | 1      |
| 2016-2017          | Midtjylland        | SL                 | 22+10      | 1+2        | CD              | 3               | 0               | UEL           | 6             | 0             | -           | -           | -           | 41     | 3      |
| 2017-gen. 2018     | Midtjylland        | SL                 | 6          | 0          | CD              | 1               | 0               | UEL           | 4             | 0             | -           | -           | -           | 11     | 0      |
| Totale Midtjylland | Totale Midtjylland | Totale Midtjylland | 120        | 6          |                 | 10              | 0               |               | 23            | 0             |             | -           | -           | 153    | 6      |
| gen.-giu. 2018     | Odense             | SL                 | 0          | 0          | CD              | 0               | 0               | -             | -             | -             | -           | -           | -           | 0      | 0      |
| Totale carriera    | Totale carriera    | Totale carriera    | 120        | 6          |                 | 10              | 0               |               | 23            | 0             |             | -           | -           | 153    | 6      |

## Palmarès

### Competizioni nazionali
- Campionato danese: 2

Midtjylland: 2014-2015,  2023-2024